# Gustav von Blome
Otto Paul Julius Gustav von Blome (Hannover, 18 maggio 1829 – Bad Kissingen, 24 agosto 1906) è stato un diplomatico, politico e nobile austriaco.

## Biografia
Gustav von Blome era membro di una nobile famiglia originaria dello Schleswig-Holstein. Egli era il primogenito dei figli del consigliere e ciambellano danese conte Otto von Blome (1795-1884) e di sua moglie, la principessa Klementine Bagration (1810-1829). I suoi nonni materni erano il principe georgiano Pëtr Ivanovič Bagration (generale al servizio dell'impero russo) e la contessa Ekaterina Skawronskaja; malgrado ciò secondo alcuni la principessa Klementina sarebbe stata figlia di sua madre e di una relazione extraconiugale che questa ebbe col cancelliere austriaco principe Klemens von Metternich.
Gustav frequentò dapprima l'accademia dei nobili di Lüneburg e poi studiò giurisprudenza presso l'Università di Bonn. La sua partecipazione alla guerra dello Schleswig-Holstein del 1848/1849 come sottotenente nell'esercito dello Schleswig-Holstein sotto il comando del generale prussiano Eduard von Bonin gli rese poi impossibile entrare nel servizio diplomatico danese come egli avrebbe voluto e di conseguenza ripiegò su quello imperiale austriaco. Da subito il governo austriaco lo rese addetto all'ambasciata di San Pietroburgo e poi segretario dell'ambasciata austriaca a Parigi. Infine approdò al servizio del ministero degli esteri a Vienna. Nel 1860 venne nominato ambasciatore imperiale ad Amburgo e nelle città anseatiche, passando nel 1864 col medesimo grado a Monaco di Baviera. Nel 1865 fu negoziatore per conto dell'Austria nelle trattative che sfociarono infine nella firma della Convenzione di Gastein sulla gestione dei ducati dell'Elba, il 14 agosto 1865. L'anno successivo, il 1866, si dimise definitivamente dal servizio diplomatico.

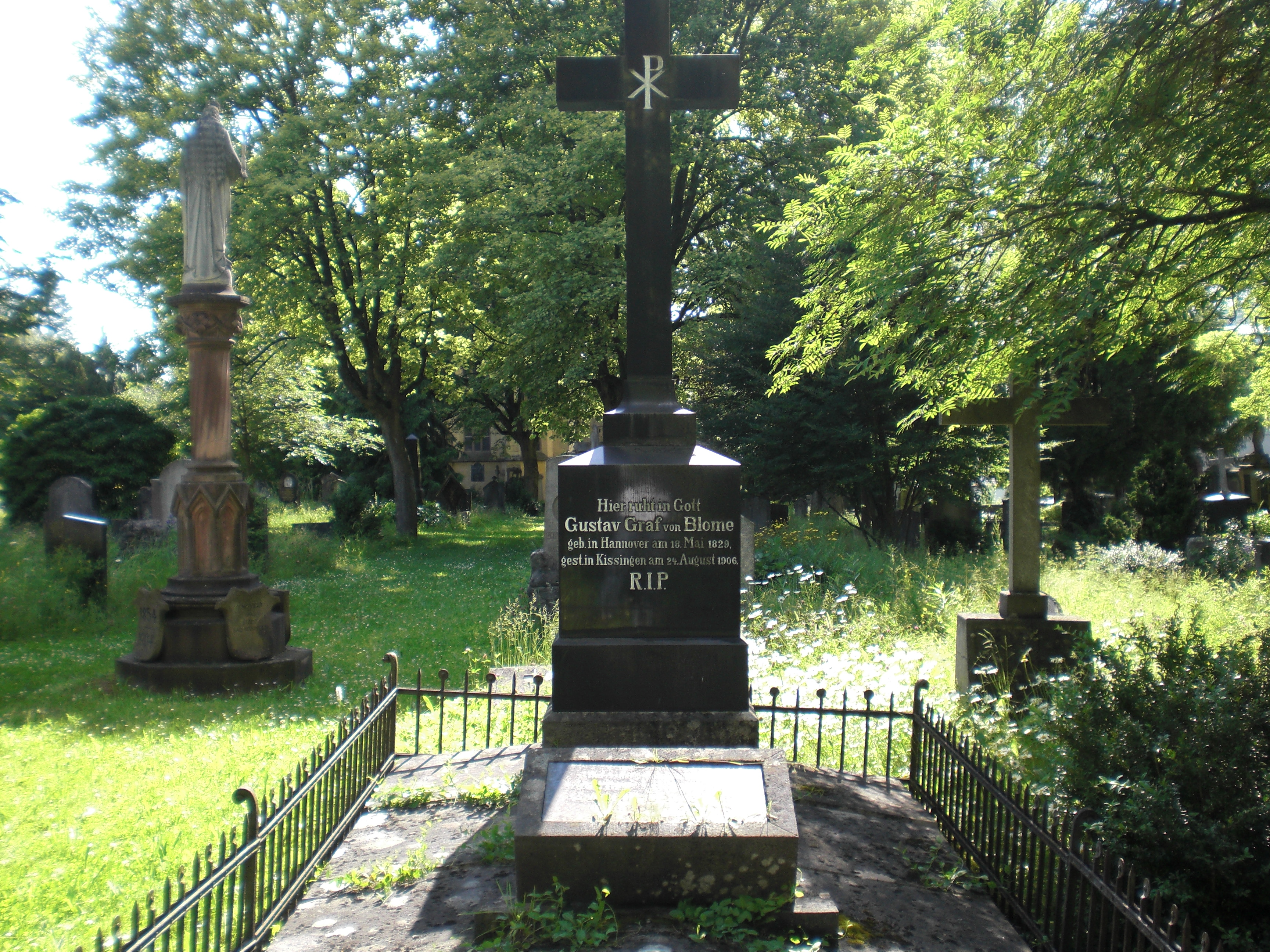
La tomba di Gustav von Blome

Von Blome acquistò il castello di Montpreis nella Bassa Stiria nel 1862, venne nominato ciambellano imperiale, consigliere privato di Francesco Giuseppe e venne riproposto a disposizione del ministero degli esteri austriaco. Dal 1867 venne ammesso nella Camera dei signori d'Austria dove si schierò coi cattolici-conservatori.
Si impegnò in questo periodo in particolare nelle riforme socio-politiche per l'impero, proponendo la riduzione dell'orario di lavoro fino a un massimo di 10 ore giornaliere, organizzando professionalmente l'economia, contribuendo alla creazione di un'assicurazione contro gli infortuni sul lavoro e prevedendo il riposo domenicale obbligatorio, nonché il divieto di lavoro notturno per le donne. Collaborò inoltre col quotidiano Vaterland.
Su stimolo di sua zia, la scrittrice Ida Hahn-Hahn, von Blome si convertì alla fede cattolica nel 1857. Sposò il 1º settembre 1858 la contessa Josephine von Buol-Schauenstein (1835-1916), figlia dell'ambasciatore e primo ministro austriaco conte Karl von Buol-Schauenstein (1797–1865) e della contessa Carolina von Isenburg-Birstein (1809–1861). Quest'ultima era la nipote del tenente generale bavarese Friedrich Wilhelm zu Isenburg e Büdingen (1730–1804) e di sua moglie Karoline Franziska Dorothea von Parkstein (1762–1816), figlia naturale dell'elettore Carlo Teodoro del Palatinato. Gustav e Josephine ebbero insieme 10 figli (4 maschi e 6 femmine). Una delle figlie, Carola von Blome (1877–1951), si fece suora e da lei prende il nome la Carola-Blome-Straße ancora oggi presente a Salisburgo.
Morì a Bad Kissingen nel 1906.